# Агенты Сокол и Снеговик
«Агенты Сокол и Снеговик» (англ. «The Falcon and the Snowman») — художественный фильм, снятый британским режиссёром Джоном Шлезингером по книге Роберта Линдсея «Сокол и Снеговик: правдивая история о дружбе и шпионаже» в 1985 году.

## Сюжет
Фильм основан на реальных событиях и рассказывает о шпионской истории, поводом которой послужило желание двух молодых людей передать за некоторое вознаграждение секретные материалы сотрудникам советского посольства в Мексике.
В 1974 году несостоявшийся семинарист Кристофер Бойс был трудоустроен своим отцом, бывшим работником ФБР, в секретный отдел, обрабатывающий поступающую со спутников-шпионов сверхсекретную информацию. В условиях недостаточного контроля у Кристофера появилась возможность сделать копии находящихся в обработке документов. Недовольный некоторыми действиями американского правительства и разочарованный политикой президента Никсона, молодой человек решил попробовать передать бумаги в руки советской разведки и по возможности заработать на этом.
В напарники Кристофер взял своего друга детства Долтона, сына богатых родителей, незадачливого наркокурьера средней руки, не так давно попавшегося в руки полиции и выпущенного под залог. Долтон со свойственной ему непосредственностью проник на территорию советского посольства в Мексике и предложил свои услуги. Предоставленные материалы заинтересовали КГБ, и новым агентам были выданы инструкции и совет использовать камеру для съёмки микрофильмов.
Первые успехи вскружили голову новоявленным шпионам, но вскоре неадекватное поведение Долтона привело к его задержанию мексиканской полицией. После жестокого допроса он был выдан Мексикой американской стороне, и поимка Бойса заняла не слишком много времени. Приятно щекотавшее нервы приключение закончилось чрезвычайно суровым наказанием. Агенты Сокол и Снеговик были препровождены в федеральную тюрьму, один из них был приговорён к пожизненному наказанию, а другой — к сорока годам заключения.

## В ролях
- Тимоти Хаттон — Кристофер Бойс
- Шон Пенн — Долтон Ли
- Пэт Хингл — Чарли Бойс
- Джойс ван Паттен — миссис Бойс
- Ричард Дайсарт — отец Долтона
- Присцилла Поинтер — мать Долтона
- Крис Мейкпис — Дэвид Ли
- Дориан Хэрвуд — Джин
- Макон Маккалман — Ларри Роджерс
- Джерри Хардин — Тони Оуэнс
- Лори Сингер — Лана
- Дэвид Суше — Алекс, советский дипломат
- Борис Лёскин — Михаил, советский дипломат
- Джордж Си Грант — Карпов

## Саундтрек
Все композиции (за исключением «This Is Not America») написаны Патриком Мэтини и Лайлом Мэйсом
- «Psalm 121/Flight of the Falcon»
- «Daulton Lee»
- «Chris»
- «The Falcon»
- «This Is Not America» (Д. Боуи, П. Мэтини, Л. Мэйс)
- «Extent of the Lie»
- «The Level of Deception»
- «Capture»
- «Epilogue (Psalm 121)»